# Carla Overbeck
Carla Werden Overbeck, mais conhecida como Carla Overbeck (Pasadena, 9 de maio de 1968), é uma ex-futebolista estadunidense que atuava como zagueira.